# Waterpolo op de Olympische Zomerspelen 1932

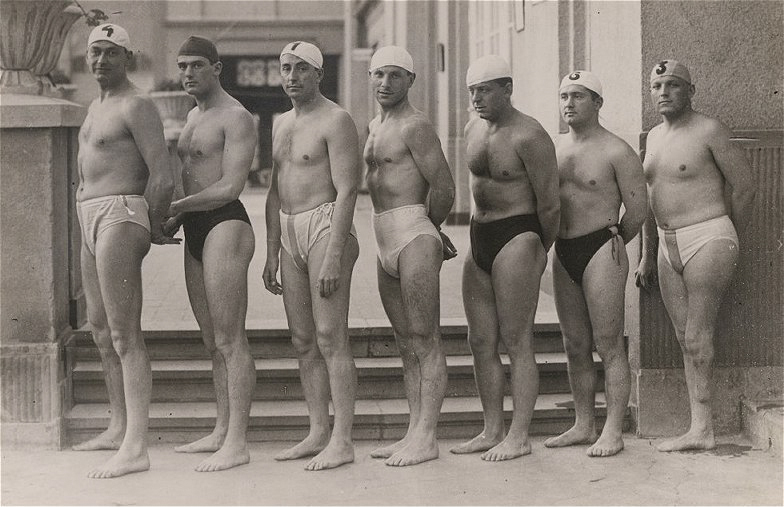
de winnaars

Waterpolo is een van de sporten die beoefend werden tijdens de Olympische Zomerspelen 1932 te Los Angeles.

## Mannen
De vijf deelnemende landen speelden een halve competitie.

### Finale ronde
| Duitsland        | 2 - 6   | (0-2)   | Hongarije        |
| Verenigde Staten | 6 - 1   | (2-0)   | Brazilië         |
| Japan            | 0 - 10  | (0-3)   | Verenigde Staten |
| Brazilië1        | 3 - 7   | (1-4)   | Duitsland        |
| Hongarije        | 17 - 0  | (10-0)  | Japan            |
| Duitsland        | 4 - 4   | (3-2)   | Verenigde Staten |
| Hongarije        | 7 - 0   | (4-0)   | Verenigde Staten |
| Japan            | forfait | forfait | Brazilië1        |
| Duitsland        | 17 - 0  | (10-0)  | Japan            |
| Hongarije        | forfait | forfait | Brazilië1        |

1Wegens wangedrag van Braziliaanse spelers na de wedstrijd tegen Duitsland, werd het Braziliaanse team gediskwalificeerd en uit de competitie genomen.
Eindstand

| rang   | land             | Gs | W | G | V | F  | A  | Ptn |
| ------ | ---------------- | -- | - | - | - | -- | -- | --- |
| Goud   | Hongarije        | 3  | 3 | 0 | 0 | 30 | 2  | 6   |
| Zilver | Duitsland        | 3  | 1 | 1 | 1 | 16 | 10 | 3   |
| Brons  | Verenigde Staten | 3  | 1 | 1 | 1 | 14 | 11 | 3   |
| 4      | Japan            | 3  | 0 | 0 | 3 | 0  | 37 | 0   |